# Liora Lukitz
Liora Lukitz es una autora israelí que ha publicado varias obras sobre Oriente Medio.
Es autora de Iraq: The Search for National Identity (F. Cass, 1995) y A Quest in the Middle East. Gertrude Bell and the Making of Modern Iraq (I.B. Tauris, 2006), una biografía de la británica Gertrude Bell.